# Turner Network Television
TNT (ursprungligen Turner Network Television) är en amerikansk kabelkanal skapad av mediamogulen Ted Turner och som i dagsläget ägs av Turner Broadcasting System en division av Time Warner. Sedan 2007 har TNT återlanserats i Europa med lokala versioner av kanalen i Spanien, Tyskland och Turkiet och fler europeiska länder är på planeringsstadiet. Den första svenska kanalen lanserades 22 mars 2011 under namnet TNT7 och ersätter före detta TV7.